# En la noche (cuento de Ray Bradbury)
En la noche (título original en español) es un cuento del escritor estadounidense Ray Bradbury publicado originalmente en la revista Cavalier de noviembre de 1952 con el título Torrid Sacrifice.
Cambiado su título por En la Noche fue incluido en sus antologías de cuentos Las doradas manzanas del sol (1953) y Twice 22 (1966).

## Argumento
Los vecinos de un edificio no pueden dormir por la noche, pues la señora Navárrez, una vecina, gime y grita desesperadamente a todas horas, desde que su marido se alistó al ejército.
Tras intentar infructuosamente hacerla callar de diferentes maneras, reunidos todos los vecinos acuerdan que uno de ellos deberá hacer un esfuerzo por el bien común.